# Martinsplatz 1 (Kronach)

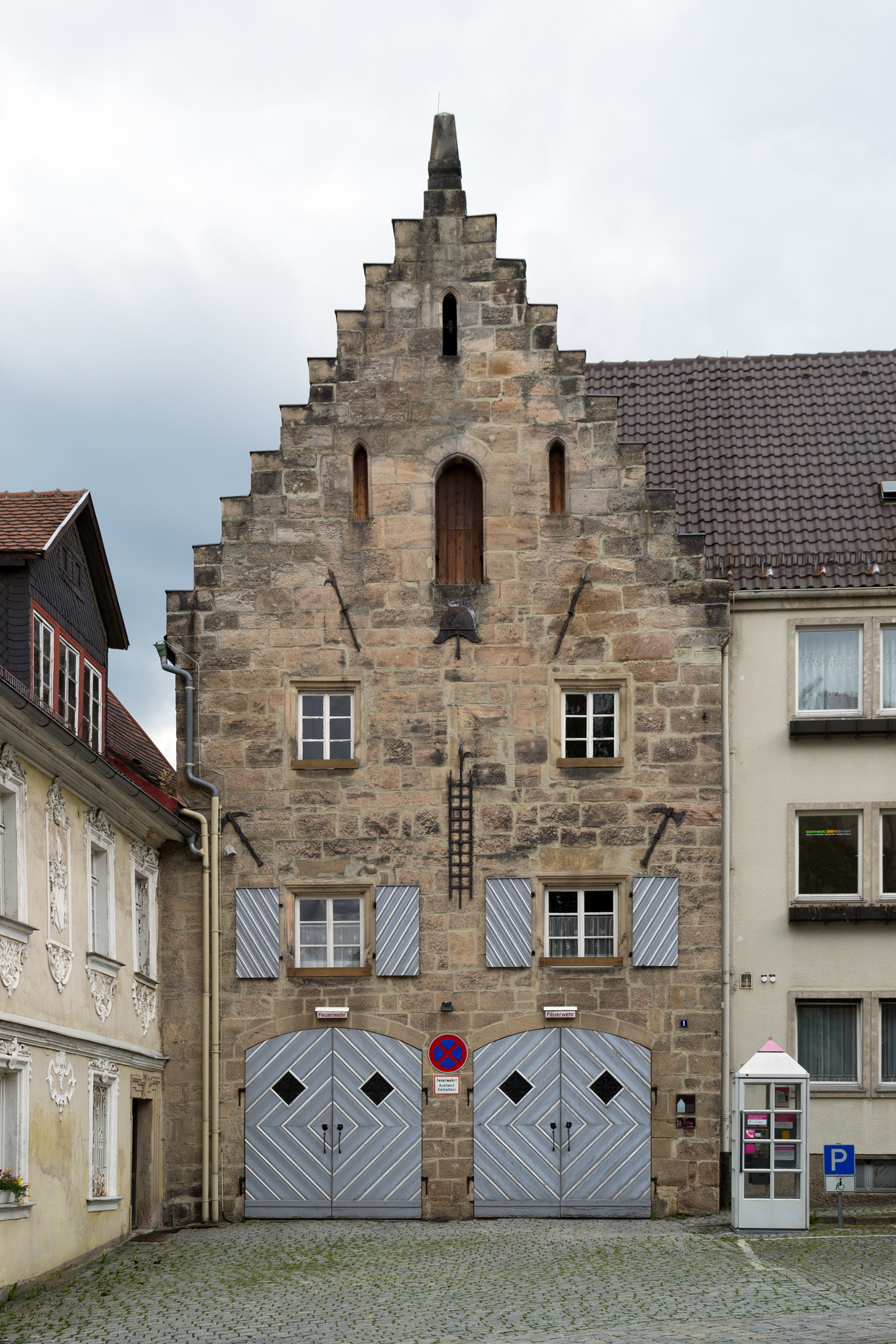
Martinsplatz 1

Das Gebäude Martinsplatz 1, die sogenannte Steinerne Kemenate, ist ein unter Denkmalschutz stehendes Bauwerk in der Altstadt der oberfränkischen Stadt Kronach, das heute als Feuerwehrhaus dient.

## Lage und Beschreibung
Das Bauwerk befindet sich an der Südseite des Martinsplatzes im Norden der Kronacher Altstadt, dem Marktplatz gegenüber. Es handelt sich um einen giebelständigen dreigeschossigen Sandsteinquaderbau mit Satteldach und Stufengiebel; den Abschluss des Giebels bildet ein Zierobelisk. Im Erdgeschoss befinden sich zwei große, nachträglich eingebaute Toreinfahrten, in den beiden Geschossen darüber je zwei rechteckige Fensteröffnungen. Im Dachgeschoss befindet sich eine große spitzbogige Öffnung, die von drei schmalen, ebenfalls spitzbogigen Fensteröffnungen umgeben ist.

## Geschichte
Die unteren Geschosse des Gebäudes wurden im 13. oder 14. Jahrhundert errichtet, das zweite Obergeschoss im 14. Jahrhundert. Im Jahr 1439 diente das Bauwerk als erstes Rats- und Versammlungshaus der Stadt, 1444 wurde es erstmals als die „Burger Kempnaten“ bezeichnet. Seit 1880 wird das Gebäude als Feuerwehrhaus genutzt. Hierfür wurden im Erdgeschoss zwei große Toreinfahrten für die Löschfahrzeuge eingerichtet.